# Сао Пауло
 Тази статия е за града в Бразилия.  За щата вижте Сао Пауло (щат).  За кораба вижте Сау Паулу (самолетоносач).
Са̀о Па̀уло (на португалски: São Paulo, изговор, [sɐ̃ʊ̃ˈpaʊlʊ], транскрипция: Сау Паулу, в превод Свети Павел) е град в Югоизточна Бразилия, център на щат Сао Пауло. Разположен е на 400 km от Рио де Жанейро и на 1030 km от столицата Бразилия. С население около 12 милиона души Сао Пауло е най-големият град в Бразилия и в Южното полукълбо. Център е на метрополен регион с 21,5 милиона жители, който е седми по големина в света.
Често определян като най-богатият град в Бразилия, Сао Пауло е най-динамичният финансов и търговски център в страната, като по булеварда Авенида Паулиста в центъра са разположени много от основните финансови институции на Бразилия и Южна Америка. В града се намира Фондовата борса на Сао Пауло, както и голяма стокова борса за зърно.
Сред забележителностите на Сао Пауло са Музеят на изкуствата, готическата Катедрала на Сао Пауло, мостът Октавиу Фриаш, някои от най-високите сгради в страната, като Миранти ду Вали и Едифисиу Италия.

## История
Град Сао Пауло е основан на 25 януари 1554 г. като Сао Пауло дос Кампус ди Пиратининга, когато испански и португалски мисионери Хосе де Анчиета и Мануел да Нубрега основават там йезуитска мисия (под името Колежиу ди Сао-Паоло ди Пиратининга) с цел да християнизират местните жители от племената тупи-гуарани. Селището е разположено в подножието на планинската верига Сера до Мар край река Тиете, с вид на залив, в който е построен пристанищният град Сантос, в естествения проход от югоизточното крайбрежие към обширното и плодородно плато на запад, което впоследствие става щата Сао Пауло.
В течение на 17 и 18 век групи изследователи, които се наричат бандейранти, кръстосват горите и новите територии на Южна Америка в търсене на злато, скъпоценни камъни, други природни богатства и роби. Счита се, че именно те преди всичко са отговорни както за териториалното разрастване на Бразилия западно от Тордесиляската линия, така и за откритите залежи на скъпоценни метали и камъни. В града днес съществуват няколко паметника в почит на приносите им в развитието на града, особено Монументу ас Бандейрас, една от най-известните забележителности на Сао Пауло.
Селището е обявено за град през 1711 г. и се разраства рязко в края на 19 век като център на износа на кафе през близкото пристанище на Сантос. След 1881 г. в щата и града започват да пристигат имигранти от Италия, Португалия, Испания, Германия и други страни, които са привлечени от новите земи и работата на огромните кафеени плантации в щата. В началото на 20 век доходите от експорта на кафе рязко спадат, преди всичко поради световната икономическа криза и падането на цените. В резултат на това, потокът от инвестиции на местните предприемачи е пренасочен към развитието на промишлеността на Сао Пауло, привличайки нови вълни имигранти в града, предимно от Италия. В допълнение към европейците, през първата половина на 20 век в града пристигат голям брой японци и араби. В продължение на целия 20 век, когато се превръща във важен промишлен център, Сао Пауло също така привлича огромен брой преселници от бедните региони на Бразилия, особено от Североизточния регион.
В края на 20 век, поради конкуренцията на други градове в Бразилия, често предлагащи по-добри данъчни условия за промишлените компании, главната икономическа дейност на Сао Пауло постепенно се измества от промишлената си насоченост в полза на сферата на услугите. Понастоящем в града са разположени офисите на голям брой местни и международни банки, юридически компании, интернационални компании и корпорации, предлагащи различни услуги.
Важно историческо събитие е основаването на Юридическата школа Ларго Сан Франсиску (сега факултет на Университета на Сао Пауло), която е една от първите три академични институции в Бразилия, заедно с Юридическия факултет в Ресифе и Федералния университет на щата Амазонас. Това учебно заведение, създадено с имперски декрет на 1 март 1828 г., е открито първоначално в помещенията на манастира, скоро след основаването на Бразилската империя, заради увеличената потребност от адвокати и политици. Тъй като тогава богатите бразилци често отиват в Европа за получаване на образование, особено юридическо, император Педро I решава, че е необходимо да се създаде национална юридическа школа. Тя започва да привлича студенти от цялата страна, което е важен фактор за създаването на бохемския елит и облик на града.
Въпреки някои икономически проблеми, Сао Пауло си остава най-големият бизнес център на Латинска Америка. Огромният пазар на агломерацията (повече от 20 милиона жители) привлича чуждестранни компании. Благодарение на културни събития, като например Международното биенале за изкуства, градът си спечелва репутацията на културен център, преди всичко за музика и изкуства. Икономическият растеж и износът постепенно намаляват равнището на безработицата в града, печално известната местна престъпност също намалява бързо. Развитието на града се осъществява в много райони, историческият център привлича държавни учреждения и частни университети, а бизнес-структурите се местят в нови райони, като Итаим и Верини. Благодарение на деловите посещения, градът днес привлича повече посетители от Рио де Жанейро, основен конкурент на Сао Пауло през миналия век.

## География

### Разположение
Сао Пауло е разположен на плато, което е част от Сера до Мар (на португалски: Serra do Mar, в буквален превод „планина до морето“), която на свой ред е част от по-голям регион, известен като Бразилско плато. Височината на платото е 800 m н.в., макар че то се намира само на 70 km от Атлантическия океан. Любопитен факт е, че градът е пресечен от Тропика на Козирога. Най-високата точка на целия щат е планината Жарагуа, която е и най-високата точка на хребета Сера да Кантарейра. Районът е тектонично устойчив и не се наблюдава сеизмична активност.
Река Тиете някога е била основният източник на прясна вода и място за почивка на жителите на града. С течение на втората половина на 20 век реката е замърсена от отпадъчни води на промишлени предприятия, също както и нейния приток, река Пинейрос. В днешно време е в ход активна програма за почистване на двете реки, финансирана от международни банки за развитие, такива като Японската банка за международно сътрудничество. В рамките на града няма плавателни реки, но използването на воден транспорт по Тиете придобива все по-голямо значение, особено по долното течение на реката в южна посока, и по река Парана, доколкото Тиете е част от басейна на Ла Плата.
Градът няма естествени езера, но има две водохранилища, Гуарапиранга и Билингс, използвани за производство на електроенергия, съхраняване на прясна вода и отдих на жителите на града. Първоначалната флора се състои от голямо разнообразие от широколистни вечнозелени растения. В града има много внесени от други места растения, доколкото мекият климат и обилните валежи позволяват отглеждането на значителен брой растителни видове от тропичните, субтропичните и умерените зони – доста са разпространени например евкалиптовите насаждения.

### Климат
В съответствие с Климатичната класификация на Кьопен, климатът на Сао Пауло е влажен субтропичен. Температурата през лятото рядко достига 30 °C, а през зимата на практика няма студове. Снежна буря официално е регистрирана само един път, на 25 юни 1918 г. Валежите са доста силни, особено през топлите месеци, а през юли и август (които са зимни месеци в южното полукълбо) липсват. Нито Сао Пауло, нито прилежащото му морско крайбрежие някога са били подлагани на тропически циклони, и на практика никога не е имало торнада. През последните години зимният месец август е доста сух и горещ – температурата понякога достига 28 °C. Този феномен е наричан veranico (от португалски – „малко лято“).
| Климатични данни за Сао Пауло, Бразилия | Климатични данни за Сао Пауло, Бразилия | Климатични данни за Сао Пауло, Бразилия | Климатични данни за Сао Пауло, Бразилия | Климатични данни за Сао Пауло, Бразилия | Климатични данни за Сао Пауло, Бразилия | Климатични данни за Сао Пауло, Бразилия | Климатични данни за Сао Пауло, Бразилия | Климатични данни за Сао Пауло, Бразилия | Климатични данни за Сао Пауло, Бразилия | Климатични данни за Сао Пауло, Бразилия | Климатични данни за Сао Пауло, Бразилия | Климатични данни за Сао Пауло, Бразилия | Климатични данни за Сао Пауло, Бразилия |
| Месеци                                  | яну.                                    | фев.                                    | март                                    | апр.                                    | май                                     | юни                                     | юли                                     | авг.                                    | сеп.                                    | окт.                                    | ное.                                    | дек.                                    | Годишно                                 |
| Абсолютни максимални температури (°C)   | 33                                      | 37                                      | 38                                      | 32                                      | 29                                      | 28                                      | 28                                      | 33                                      | 35                                      | 34                                      | 35                                      | 32                                      | 38                                      |
| Средни максимални температури (°C)      | 27,1                                    | 28,2                                    | 27,8                                    | 25,9                                    | 22,9                                    | 23,0                                    | 22,4                                    | 24,0                                    | 24,4                                    | 25,3                                    | 25,9                                    | 26,7                                    | 25,3                                    |
| Средни температури (°C)                 | 22,8                                    | 23,1                                    | 22,4                                    | 20,9                                    | 18,3                                    | 17,2                                    | 16,6                                    | 17,7                                    | 18,0                                    | 19,7                                    | 20,9                                    | 21,9                                    | 20,0                                    |
| Средни минимални температури (°C)       | 20,0                                    | 20,2                                    | 20,0                                    | 18,6                                    | 15,5                                    | 14,5                                    | 13,7                                    | 14,3                                    | 15,2                                    | 16,5                                    | 17,8                                    | 18,9                                    | 17,1                                    |
| Абсолютни минимални температури (°C)    | 12                                      | 13                                      | 12                                      | 8                                       | 2                                       | 2                                       | 2                                       | 3                                       | 3                                       | 7                                       | 10                                      | 12                                      | 2                                       |
| Средни месечни валежи (mm)              | 226                                     | 213                                     | 163                                     | 68                                      | 64                                      | 50                                      | 31                                      | 29                                      | 71                                      | 92                                      | 108                                     | 172                                     | 1285                                    |
| --------------------------------------- | --------------------------------------- | --------------------------------------- | --------------------------------------- | --------------------------------------- | --------------------------------------- | --------------------------------------- | --------------------------------------- | --------------------------------------- | --------------------------------------- | --------------------------------------- | --------------------------------------- | --------------------------------------- | --------------------------------------- |
| Източник: Погода и климат, Weatherbase  |                                         |                                         |                                         |                                         |                                         |                                         |                                         |                                         |                                         |                                         |                                         |                                         |                                         |

## Административно деление

### Агломерация
Сао Пауло официално е част от голяма агломерация, наричана Grande São Paulo (Голямо Сао Пауло). Агломерацията включва в себе си 39 градски общини с население над 19 милиона жители (данни на IBGE от 2005 г.).
Доколкото Сао Пауло се разпростира на доста голяма разстояние, има два способа за определяне на агломерацията на града. По общата му статистическа зона (Complexo Metropolitano Expandido), той е вторият по големина град в света с 29 милиона жители. По-тясно определение на агломерацията разглежда региона Голямо Сао Пауло (Região Metropolitana de São Paulo) като територия, която не включва Кампинас, Байшада-Сантиста и други съседни области; тази територия има около 19 700 000 души (по данни от 2006 г.), което я прави петата по размер агломерация в света.

### Райони на града
Град Сао Пауло се дели на 31 градски общини, наричани субпрефектури (subprefeituras). Всяка градска община се дели на няколко района (в повечето случаи – два или три). Субпрефектурата с най-голям брой райони е Се (на португалски: Subprefeitura da Sé), намираща се в историческия и делови център на града, която има осем района. Заедно с административното деление, има и географско радиално деление, установено през 2007 г. при управлението на кмета Жилберту Касаб. Съгласно това деление градът се дели на десет региона (исторически център, широк център, север, юг, изток, запад, североизток, северозапад, югоизток и югозапад), като всеки има характерен цвят на автобусните линии и уличните табели. Това деление няма никакво отношение към субпрефектурите и районите, и в някои случаи един и същ административен район може да попадне в два или повече географски региона. Районът, в който се намира ръководството на субпрефектурата, получава същото име, като единственото изключение е М’Бой Мирим.

## Население
Населението на Сао Пауло е около 18 000 000 души (2008), което го прави най-големия град в Бразилия, цяла Южна Америка и южното полукълбо. Градската агломерация на Сао Пауло има население около 24 000 000 души. Жителите на града са потомци на имигранти от различни части на света, най-вече от Италия, Португалия, Африка, Германия, Ливан и Япония.

### Расов състав
(2003)
- 7 000 000 – бели
- 2 600 000 – мулати
- 527 000 – афроамериканци
- 456 000 – азиатци
- 18 000 – индианци

### Религия
| Религия     | Процент | Население |
| ----------- | ------- | --------- |
| католици    | 68,11%  | 7 107 261 |
| протестанти | 15,94%  | 1 663 131 |
| атеисти     | 8,97%   | 936 474   |
| спиритисти  | 2,75%   | 286 600   |
| будисти     | 0,65%   | 67 591    |
| юдаисти     | 0,36%   | 37 500    |

По данни от 2000 година. 

## Политика
От 2006 до 2013 г. кмет на града е Жилберту Касаб. По негова инициатива през 2007 г. е приет законът Cidade Limpa („чист град“) или „Антибилборд закон“, и Сао Пауло става първият град, в който външните реклами са забранени. С прилагането на закона са премахнали 15 000 билборда и над 1600 други рекламни табла, както и 1300 високи метални конструкции.

## Транспорт

### Автомобилен транспорт
Град Сао Пауло е пресечна точка на 10 големи автомобилни шосета, като автомобилите остават главното средство за придвижване в града и околностите му. Главните автомобилни пътища са:
- Шосе Президенте Дутра (Rodovia Presidente Dutra, BR-116) – съединява Сао Пауло с източните и североизточните райони на страната, като главна дестинация е Рио де Жанейро.
- Шосе Режис Битанкурт (Rodovia Régis Bittencourt, BR-116) – съединява Сао Пауло с южните райони на страната с главни дестинации Куритиба и Порту Алегри.
- Шосе Фернао Диас (Rodovia Fernão Dias, BR-381) – съединява града със северните райони на Бразилия, като главна дестинация е Белу Оризонти.
- Шосе Аншиета (Rodovia Anchieta, SP-150) – съединява града с крайбрежието на океана и предимно се използва за транспорт на товари от пристанището Сантуш.
- Шосе на имигрантите (Rodovia dos Imigrantes, SP-150) – съединява града с крайбрежието на океана и предимно се използва за вътрешен туризъм, с главни дестинации Сантуш, Сао Висенти, Гуаружа и Прая Гранди.
- Шосе Кастело Бранко (Rodovia Castelo Branco, SP-280) – съединява града със западните и северозападните райони на страната, главни дестинации са Озаско, Сорокаба, Бауру и Кампу Гранди.
- Шосе Рапозу Таварес (Rodovia Raposo Tavares, SP-270) – съединява града със западните райони на страната, главни дестинации са Котия, Сорокаба, Президенти Пруденти.
- Шосе Анянгуера (Rodovia Anhangüera, SP-330) – съединява града със северозападните райони на страната, главни дестинации са градовете Бразилия, Кампинас, Рибейран Прету.
- Шосе на бандейрантите (Rodovia dos Bandeirantes, SP-348) – съединява града със северозападните райони на Бразилия и се счита за най-добрия автомобилен път в щата и може би в страната. Негови главни дестинации са Кампинас, Рибейран Прету, Пирасикаба и Сан Жозе ду Риу Прету.
- Шосе Аертон Сена (Rodovia Ayrton Senna, SP-70) – съединява града с източните райони на щата и северното му крайбрежие, като главни дестинации са международното летище Сао Пауло/Гуарульос и градовете Сан Жозе дус Кампус и Карагуататуба.

### Хеликоптери
Сао Пауло е известен и със значителното количество хеликоптери спрямо броя на населението. В града има около 400 вертолета, осъществяващи около 70 хиляди полета на година. За обслужването им в града действат около стотина площадки, позволяващи на богатите жители на Сао Пауло да избягват честите транспортни проблеми по пътищата. Много компании в града имат собствени хеликоптери, други временно ги наемат, а трети използват услугите на въздушни таксита.

## Известни личности
Родени в Сао Пауло
- Мариу ди Андради (1893 – 1945), писател и етнограф
- Фелипе Маса (р. 1981), автомобилен състезател
- Фернанду Мейрелис (р. 1955), режисьор
- Аертон Сена (1960 – 1994), автомобилен състезател
- Емерсон Фитипалди (р. 1946), автомобилен състезател
- Неймар (р. 1992), футболист

Починали в Сао Пауло
- Мариу ди Андради (1893 – 1945), писател и етнограф
- Анселму Дуарти (1920 – 2009), режисьор
- Бенедиту Калищу (1853 – 1927), художник
- Итамар Франку (1930 – 2011), политик
- Пеле (1940 – 2022), футболист

## Побратимени градове
| Абиджан, Кот д'Ивоар (1981) Алжир, Алжир (2005) Аман, Йордания (1997) Асунсион, Парагвай (1998) Бамако, Мали (2000) Барселона, Испания(1985) Бейрут, Ливан Берлин, Германия Бело Оризонте, Бразилия Будапеща, Унгария (2000) Буенос Айрес, Аржентина (1999) Дамаск, Сирия (1999) Гоиш (Góis), Португалия (2000) Ереван, Армения (1999) Йоханесбург, РЮА (1995) Кайро, Египет Клуж-Напока, Румъния (2000) Коимбра, Португалия (1996) Кордоба, Испания (2001) Ла Пас, Боливия (1999) Ла Плата, Аржентина (1989) Лейрия, Португалия (1996) Лима, Перу Лисабон, Португалия (1995) | Луанда, Ангола (1993) Макао, Китай (1999) Маями, САЩ (1988) Мексико, Мексико Мендоса, Аржентина (1998) Милано, Италия (1962) Монтевидео, Уругвай (2001) Наха, Япония (1998) Норфолк, Англия Осака, Япония (1985) Париж, Франция Пекин, Китай (1999) Президенте Франко, Парагвай (1994) Рио де Жанейро, Бразилия (1995) Сан Кристобал де ла Лагуна, Испания (1990) Сан Хосе, Коста Рика Сантяго де Компостела, Испания (2000) Сантяго, Чили (1998) Сеул, Южна Корея (1977) Сидни, Австралия (1997) Токио, Япония Торонто, Канада (1999) Фуншал, Португалия (1998) Хавана, Куба (1997) Чикаго, САЩ (2010) Шанхай, Китай (1988) |